# Baanwielrennen op de Paralympische Zomerspelen 2020 - Achtervolging mannen C3
De baanwielrennen Achtervolging mannen C3 tijdens de Paralympische Zomerspelen 2020 vond plaats in de Izu Velodrome, Japan. Deze klasse is voor de renners die beperkingen hebben aan de benen, armen en/of romp, maar wel in staat zijn een standaardracefiets te gebruiken.

## Opzet competitie
De competitie begint met een kwalificatieronde waarin het een onderlinge race tussen de 8 renners omvat; alle 8 renners worden verdeeld in 4 heats (dus 1 heat bestaat uit 2 renners). De twee snelste renners in de kwalificatie kwalificeren zich voor de gouden finale, terwijl de derde en vierde snelste zich kwalificeren voor de de bronzen finale, waar ze tegen elkaar zullen racen. De afstand van dit evenement bedraagt 3 km. Zowel de finales als de kwalificatieronde worden op één dag verreden.

## Uitslag

### Kwalificatie
| # | Heat | Renner | Renner                 | tijd     | tijd   |
| - | ---- | ------ | ---------------------- | -------- | ------ |
| 1 | 3    | GBR    | Jaco van Gass          | 3:17.593 | GF, WR |
| 2 | 2    | GBR    | Finlay Graham          | 3:19.780 | GF     |
| 3 | 4    | AUS    | David Nicholas         | 3:23.674 | BF     |
| 4 | 4    | ESP    | Eduardo Santas Asensio | 3:27.682 | BF     |
| 5 | 3    | BEL    | Diederick Schelfhout   | 3:30.284 |        |
| 6 | 1    | COL    | Alejandro Perea Arango | 3:31.551 |        |
| 7 | 2    | USA    | Joseph Berenyi         | 3:35.652 |        |
| 8 | 1    | JPN    | Masaki Fujita          | 3:38.366 |        |

### Gouden finale
| #      | Renner | Renner        | tijd     |
| ------ | ------ | ------------- | -------- |
| Goud   | GBR    | Jaco van Gass | 3:20.987 |
| Zilver | GBR    | Finlay Graham | 3:22.000 |

### Bronzen finale
| #     | Renner | Renner                 | tijd     |
| ----- | ------ | ---------------------- | -------- |
| Brons | AUS    | David Nicholas         | 3:25.877 |
| 4     | ESP    | Eduardo Santas Asensio | 3:27.833 |